# Arçay (Cher)
 Arçay  es una población y comuna francesa, situada en la región de  Centro, departamento de Cher, en el distrito de Bourges y cantón de Levet.

## Demografía
| 540 | 524 | 593 | 534 | 486 | 484 | 486 | 522 | 472 | 498 | 504 | 498 | 535 | 490 | 453 | 467 | 415 | 395 | 413 | 389 | 345 | 345 | 344 | 325 | 300 | 258 | 267 | 258 | 222 | 337 | 378 | 377 | 420 | 476 |
| Para los censos de 1962 a 1999 la población legal corresponde a la población sin duplicidades (Fuente: INSEE [Consultar]) |     |     |     |     |     |     |     |     |     |     |     |     |     |     |     |     |     |     |     |     |     |     |     |     |     |     |     |     |     |     |     |     |     |